# ثمرة ملحقة
الثمرة الملحقة (بالإنجليزية: Accessory fruit)‏ هي ثمرة مكونة من مبيض الزهرة إضافة إلى أجزاء خارجية من الزهرة مثل التخت أو الكأسيات أو البتلات. تسمى ملحقة لأنها تحوي أجزاء غير المبيض بعكس معظم الأنماط الأخرى للثمرة. من أمثلتها الموز الفراولة.